# Olavius filithecatus
Olavius filithecatus är en ringmaskart som först beskrevs av Erséus 1981.  Olavius filithecatus ingår i släktet Olavius och familjen glattmaskar. Inga underarter finns listade i Catalogue of Life.